# Rascuporis III
Rascuporis III (Rhascuporis, Ῥασκούπορις) fou rei dels odrisis d'Astes o Astea. Va succeir al seu pare Cotis III (VIII) vers el 18 aC.
Va ser derrotat i mort en una batalla davant Vologès cap dels tracis bessis, i cap de la revolta general del tracis contra els romans vers el 13 aC. El va succeir Cotis IV (X) per poc temps, ja que aquesta part del regna fou annexionada pels romans que la van cedir al regne odrisi de Seutòpolis.